# Marguerite Boucicaut
Marguerite Boucicaut, född 1816, död 1887, var en fransk affärsidkare.  Hon var en de facto kompanjon till sin make Aristide Boucicaut, ägare av varuhuset Bon Marché, då han utifrån hennes råd framgångsrikt omvandlade varuhuset med tanke på kvinnliga konsumenter. Hon övertog varuhuset själv efter sin makes och sons död 1879. 